# Lương Bình, Trùng Khánh
Lương Bình (chữ Hán giản thể:梁平区, Hán Việt: Lương Bình khu) là một quận thuộc thành phố trực thuộc trung ương Trùng Khánh, Cộng hòa Nhân dân Trung Hoa. Quận này có diện tích 1892 km2, dân số 880.000 người. Lương Bình nằm ở đông bắc của Trùng Khánh. Đường cao tốc Du Vạn, quốc lộ 318 và đường sắt Đạt Vạn chạy qua quận này. Về mặt hành chính, quận Lương Bình được chia ra 25 trấn (Lương Sơn, Hợp Hưng, Nhân Hiền, Kim Đái, Lễ Nhượng, Kim Đạt, Long Môn, Tân Thạnh, Văn hóa, Bình Cẩm, Hồi Long, Âm Bình, Hòa Lâm, Suy Dịch, Bích Sơn, Hổ Thành, Trúc Sơn, Phúc Lộc, Thạch An, Bách Gia, Đại Quan, Bàn Long), 8 hương, 28 ủy ban cư và 664 thôn.